# Anna Barnak-Marić
Anna Barnak-Marić est une joueuse serbe de volley-ball née le 30 mars 1978 à Belgrade. Elle mesure 1,80 m et joue au poste d'attaquante. 

## Clubs
| Club                  | Pays           | De        | À         |
| --------------------- | -------------- | --------- | --------- |
| OK Jedinstvo          | RF Yougoslavie | 1996-1997 | 2000-2001 |
| Grecligen             | Allemagne      | 2001-2002 | 2001-2002 |
| Augsbrag              | Allemagne      | 2002-2003 | 2003-2004 |
| Drezden               | Allemagne      | 2004-2005 | 2004-2005 |
| OK Hit Nova Gorica    | Slovénie       | 2005-2006 | 2005-2006 |
| Panellinios d'Athènes | Grèce          | 2006-2007 | 2006-2007 |
| ASPTT Mulhouse        | France         | 2007-2008 | 2009-2010 |
| Iraklis Thessalonique | Grèce          | 2009-2010 | 2009-2010 |
| Gazélec Béziers       | France         | 2010-2011 | 2010-2011 |
| ASPTT Mulhouse        | France         | 2011-2012 | 2011-2012 |
| Hainaut Volley        | France         | 2012-2013 | …         |

## Palmarès
- Championnat de France
  - Finaliste: 2008, 2009, 2012

- Championnat de France
  - Finaliste: 2009, 2012